# Арамейская надпись из Таксилы

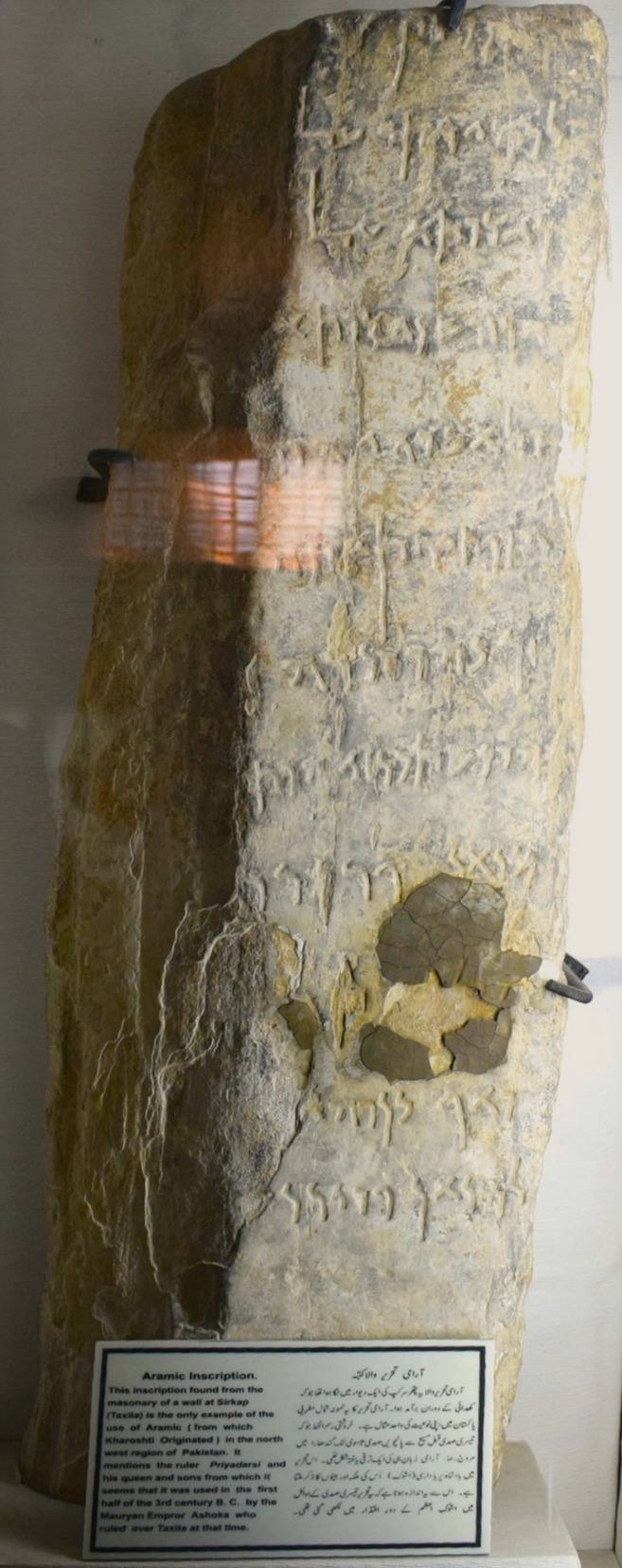
Арамейская надпись, выставленная в таксильском музее

Арамейская надпись из Таксилы — надпись на фрагменте гранитной колонны, обнаруженная в 1915 году в Таксиле, ныне на территории Пакистана. Надпись на арамейском языке была сделана индийским царём Ашокой, предположительно в районе 260 года до н. э.
Считается, что автор этого текста был как минимум знаком с 4-м эдиктом Ашоки, составленным в 12-й год его правления, то есть 258 г. до н. э.

## Текст
Сохранившийся текст надписи крайне фрагментарен и расшифровывается с трудом.
| Фото                                             | №    | Традиционное прочтение | Традиционное прочтение | Версия Боголюбова      | Версия Боголюбова           | Четвёртый эдикт Ашоки                |
| Фото                                             | №    | Арамейский             | Транслитерация         | Арамейский             | Транслитерация              | Пракрит (версия из Мансехры)         |
| ------------------------------------------------ | ---- | ---------------------- | ---------------------- | ---------------------- | --------------------------- | ------------------------------------ |
| Sirkap Aramaic inscription 4th century BC (text) | 1    | 𐡆𐡊𐡓𐡅𐡕𐡀                 | zkrwtʾ                 | ■■𐡍𐡊𐡎𐡅𐡕■■■■■■■■■■■■    | [..]nkswt[…]                | anarabhe praṇana avihisa             |
| Sirkap Aramaic inscription 4th century BC (text) | 2    | 𐡋 𐡃𐡌𐡉𐡃𐡕𐡉 𐡏𐡋            | l dmydty ʿl            | 𐡋𐡃𐡌𐡉𐡃𐡕𐡉𐡏𐡋■■■■■■■■■■    | ldmydty ʿl [… ʾrzwš]        | bhutana ñatina saṃpaṭi               |
| Sirkap Aramaic inscription 4th century BC (text) | 3    | 𐡍𐡂𐡓𐡅𐡕𐡀 𐡏𐡋              | ng[r/d]wtʾ ʿl          | 𐡍𐡂𐡃𐡅𐡕𐡀𐡏𐡋■■■■■■■■■■■■■  | ngdwtʾ ʿl[…]                | pati bamaṇaśramaṇana                 |
| Sirkap Aramaic inscription 4th century BC (text) | 4    | 𐡀𐡓𐡆𐡅𐡔 𐡍𐡂𐡓𐡅𐡕𐡀           | ʾrzwš ng[r/d]wtʾ       | 𐡀𐡓𐡆𐡅𐡔𐡍𐡂𐡃𐡅𐡕𐡀■■■■■■      | ʾrzwš ngdwtʾ [lʾmwhy]       | sa[ṃ]paṭi pati mata                  |
| Sirkap Aramaic inscription 4th century BC (text) | 5    | 𐡅 𐡋𐡀𐡁𐡅𐡄𐡉 𐡄𐡅𐡅           | w lʾbwhy hww           | 𐡅𐡋𐡀𐡁𐡅𐡄𐡉𐡄𐡅𐡐■■■■■■■■■■■■ | wlʾbwhy hwp[tysty…]         | pituṣu suśru[ṣa] vudhrana            |
| Sirkap Aramaic inscription 4th century BC (text) | 6    | 𐡄𐡅𐡐𐡕𐡉𐡎𐡕𐡉 𐡆𐡍𐡄           | hwptysty znh           | 𐡄𐡅𐡐𐡕𐡉𐡎𐡕𐡉𐡆𐡍𐡄■■■■        | hwptysty znh [wʾny]         | [su]śruṣa eṣe añ[e] ca               |
| Sirkap Aramaic inscription 4th century BC (text) | 7    | 𐡆𐡊 𐡁𐡄𐡅𐡅𐡓𐡃𐡄             | zk bhwwrdh             | 𐡆𐡍𐡁𐡄𐡅𐡅𐡓𐡃𐡄■■■■■         | zn bhwwrdh [hlkwt]          | bahuvidhe dhrama-                    |
| Sirkap Aramaic inscription 4th century BC (text) | 8    | 𐡄𐡅𐡍𐡔𐡕𐡅𐡍 𐡆𐡉 𐡄𐡅𐡕         | hw nštwn zy hwt        | 𐡄𐡅𐡍𐡔𐡕𐡅𐡓𐡆𐡉𐡄𐡅𐡕■■■■■■■■   | hwnštwrzy hwt[yr wyhwtr]    | caraṇe vadhrite vadhrayiśati yeva    |
| Sirkap Aramaic inscription 4th century BC (text) | 9    | 𐡌𐡓𐡀𐡍 𐡐𐡓𐡉𐡃𐡓             | mrʾn Prydr             | 𐡌𐡓𐡀𐡍𐡐𐡓𐡉𐡃𐡓■■■■■         | mrʾn Prydr[š mlkʾ]          | devanapriye priyadraśi raja          |
| Sirkap Aramaic inscription 4th century BC (text) | 10   | 𐡄𐡋𐡊𐡅𐡕𐡓                 | hlkwt[r/d]             | 𐡄𐡋𐡊𐡅𐡕𐡄■■■■■■■■■■■      | hlkwt h[wnštwrzy znh]       | dhama[ca]raṇa ima[ṃ]                 |
| Sirkap Aramaic inscription 4th century BC (text) | 11   | 𐡅𐡀𐡐 𐡁𐡍𐡅𐡄𐡉              | wʾp bnwhy              | 𐡅𐡀𐡐𐡁𐡍𐡅𐡄𐡉■■■■■■■■■■     | wʾp bnwhy […]               | [putra] pi ca ka natare paṇatika     |
| Sirkap Aramaic inscription 4th century BC (text) | 12   | 𐡋𐡌𐡓𐡀𐡍 𐡐𐡓𐡉𐡃𐡓            | lmrʾn Prydr            | 𐡋𐡌𐡓𐡀𐡍𐡐𐡓𐡉𐡃𐡓■■■■■■■■■■■■ | lmrʾn Prydr[š mlkʾ yhwtrwn] | de[va]naṃpriyasa priyadraśine rajine |
| Sirkap Aramaic inscription 4th century BC (text) | (13) | —                      | —                      | ■■■■■■■■■■■■■■■■■      | [hlkwt hwnštwrzy znh]       | pavaḍhayiśaṃti yo dhramacaraṇa imaṃ  |

### Трактовки
Однозначно расшифровываются строки 9 и 12 со словами mrʾn Prydr[š] «наш господин Приядаси», начало строки 5 (w lʾbwhy… «и его отцу…»), а также предпоследняя строка wʾp bnwhy «а также его сын(овья)». Строка 6 содержит иранское слово hwptysty «благое послушание», также встречающееся в двуязычной надписи из Кандагара. Слово hlkwt из строки 10 — арам. «хождение», широко интерпретируемое от «следования» (по Боголюбову) до «смерти» (по Мукерджи).
Первая строка в чтении Ф. К. Андреаса — zkrwtʾ, что он переводит как «…memorial…». М. Н. Боголюбов же читает здесь nkswt «убиение».
Слово dmydty из строки 2 связывают с иранским dāmdād- «творение». Некоторые трактуют его как имя собственное вроде индийского Девадатта или греческого Диодор. Слово ʾrzwš трактуют как иранизм в значении «прямой».
Слово ngdwtʾ или ngrwtʾ из строк 3 и 4 Гельмут Гумбах трактует как иранское na («не») + gada («повреждённый») + awatā (суффикс). Боголюбов считает его семитским со значением «ход, движение, следование», сравнивая его с сир. ܢܓܕ ngad «тащить, тянуть, влечь», арабск. نجد‎ naǧada «помогать, оказывать поддержку», а также приводя цитату из арамейского таргума: וּבַתְרוֹי כָּל בַּר נָשׁ יִנְגוֹד‎ ūḇatrōy kāl bar nāš yinḡōd «и каждый человек за ним следует» (Иов 21:33). Сочетание ʾrzwš ngdwtʾ он трактует как кальку пракритского saṃpaṭi-pati «уважение» (букв. «движение навстречу»).
Слово bhwwrdh из строки 7 часто считают сочетанием иранск. vohu- и vərəd- или индийск. bahu- и vr̩idhi, оба со значением «хорошо увеличивающийся». Боголюбов считает его транскрипцией bahuvidhe «многими путями» из 4-го эдикта Ашоки. Предшествующее слово, принимаемое традиционно за zk «этот», Боголюбов правит на zn «вид», предполагая иранское чтение [ʾny]zn (*anya-zana-) или арамейское [ʾḥr]zn, оба означающие «другого рода».
Слово hwnštwn zy из строки 8 считают сочетанием иранского hu «хороший», nštwn «документ, повеление» (иранское заимствование, зафиксированное уже в библейском арамейском) и арам. zy «этот» — их трактуют как перевод пракритского dhammalipis. Боголюбов считает это попыткой увидеть знакомые слова в несвязанном тексте, правит чтение на hwnštwrzy и отождествляет его с иранским *hunšita- «лучший, благой» и *warzya- «дело», считая переводом термина «дхарма».
Б. Н. Мукерджи считает, что строки этой надписи цельные и составляют связный текст. Он упоминает схожесть этого текста с фрагментом из 4-го эдикта Ашоки и считает, что составитель был с ним знаком, однако отвергает идею, что он представляет даже частичный перевод эдикта. Гумбах, напротив, считает, что этот текст является слегка сокращённым переводом части 4-го эдикта. Боголюбов значительно правит чтение арамейского текста и считает его дословным переводом фрагмента из 4-го эдикта Ашоки.

### Перевод
Боголюбов трактует надпись следующим образом (серым выделены реконструированные части):

1Неубиение животных, непричинение вреда 2живым существам, к родным прямое 3обращение, к брахманам и шраманам 4прямое обращение, матери своей 5и отцу своему благое послушание, старикам 6благое послушание; этим и другого 7рода многими путями следование 8благому деянию поощрял; и всегда будет поощрять 9наш господин Приядаси царь 10следование этому благому деянию, 11и также дети его и внуки его и правнуки 12нашего господина Приядаси царя будут поощрять 13следование этому благому деянию.
Для сравнения он приводит соответствующую часть 4-го эдикта Ашоки (нумерация строк дана в соответствие надписи из Таксилы):

1Отказ от убиения животных, отказ от вреда 2живым существам, родственникам ува3жение, брахманам и шраманам 4уважение, матери 5и отцу послушание, старикам 6послушание; этим и иными 7многими путями следование 8дхарме поощрял; и всегда будет поощрять 9любимец богов Приядаси царь 10это следование дхарме, 11и также сыновья и внуки и правнуки 12любимца богов Приядаси царя 13будут поощрять это следование дхарме.